# ADX
ADX es una banda francesa de speed metal formada en el año 1982 en París.
ADX significa "Acier DouX", una abreviatura utilizada en metalurgia,que significa Acero Suave.

## Integrantes
- Phil - Vocal,
- Betov - Guitarra
- Dog - Batería
- B.Y. - Guitarra (Witches, Agressor)
- KLOD - Bajo (Der Kaiser, Shanon)

## Exintegrantes
- Hervé Marquis - Guitarra
- Yves Louis XV - Guitarra
- Deuch - Bajo

## Discografía
- ADX(Demo)Sent to the record companies(6 tracks)(1984)
- Le fléau de Dieu(Demo)1984
- Exécution (1985)
- La Terreur (1986)
- Promo Tape I (Demo)(1987)
- Suprématie (1987)
- Exécution Publique (live)(1988)
- Promo Tape II (Demo)(1990)
- Weird Visions (1990)
- In Memorium (Compilation)(1998)
- Résurrection (1998)
- VIII Sentence (live)(2001)
- Division Blindée (2008)
- Terreurs (2010)
- Immortel (2011)
- Ultimatum (2014)
- Non Serviam (2016)
- Bestial (2020)
- Étranges Visions (2021)
- L’Empire du Crépuscule (2024)[1]

## Enlaces
- ADX Myspace
- ADX Website